# Lauren Harries
Lauren Charlotte Harries, née James Harries le 6 mars 1978 dans le Surrey,, est une personnalité de la télévision britannique. 
Enfant, elle est connue pour sa connaissance sur les objets anciens et apparait dans de nombreuses émissions de télévision, dont After Dark et Wogan. Plus tard, elle apparaît dans des séries télévisées telles que Celebrity Big Brother, Big Brother's Bit on the Side et This Morning.

## Jeunesse
Le père de Lauren Harries, Mark Harries, travaille dans l'hôtellerie et la restauration. La famille déménage à Cardiff alors que Lauren Harries est encore bébé. Dès l'âge de cinq ans, elle s'intéresse l'art et aux objets anciens et a une capacité apparente à repérer les bonnes affaires dans les brocantes de sa région.

## Début de carrière

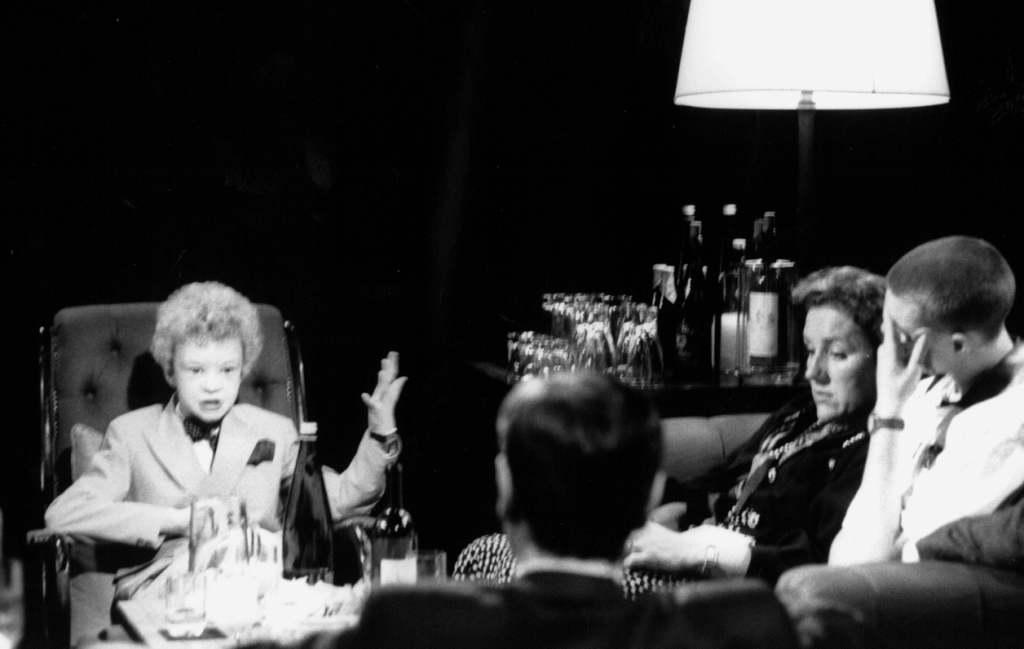
Lauren Harries apparaissant dans After Dark le 23 mars 1991, âgée de 13 ans.

Lauren Harries commence à faire des apparitions à la télévision en août 1988 dans le talk-show de Terry Wogan, Wogan. Alors âgée de dix ans, elle fait preuve d'une bonne connaissance des objets anciens. À 13 ans, elle rédige un guide sur le sujet : Rags to Riches,.

## Carrière ultérieure
En 2004, Channel 4 diffuse un documentaire Little Lady Fauntleroy réalisé par l'acteur Keith Allen dans lequel Allen interviewe la famille des Harries. Le documentaire sort en DVD le 4 juillet 2005. En octobre 2006, Lauren Harries apparait dans la série télévisée Trust Me - I'm a Beauty Therapist de Channel 5, qui est filmée chez une esthéticienne à Swansea, au Pays de Galles. En novembre 2008, Lauren Harries fait la couverture du magazine spécialisé de lifestyle Transliving.
En août 2013, Lauren Harries devient une des colocataires de la douzième saison de Celebrity Big Brother. Elle termine à la troisième place. En septembre 2013, elle apparait dans Celebrity Juice. En août 2019, elle fait une apparition dans la série de rencontres de Channel 4 Naked Attraction.

## Vie privée
La scolarité de Lauren Harries est compliquée à cause de sa célébrité. À l'âge de 14 ans, Lauren Harries souffre de dépression et d'agoraphobie, ce qui entraîne une dépression nerveuse et une tentative de suicide. Les opportunités médiatiques et les activités qui en résultent diminuent à mesure que Lauren Harries grandit. Lors de la récession du début des années 1990, l'entreprise familiale fait faillite. Un magasin leur appartenant a été détruit par un incendie et son père est reconnu coupable de fraude à l'assurance. Lauren Harries vend certaines de ses collections pour aider à subvenir aux besoins de la famille,. Elle suit ensuite trois GCSE après le tutorat à domicile.
Enfant, les parents de Lauren Harries l'emmènent voir un médecin parce qu'elle a des manières féminines. Plus tard, Lauren Harries décide de transitionner physiquement. Elle change aussi son prénom en Lauren Charlotte.
Le 8 juillet 2005, un groupe de cinq à sept hommes attaquent Lauren Harries, son père et son frère dans la maison familiale. Un garçon de 17 ans est condamné à une amende et à une ordonnance de surveillance pour son rôle dans l'incident.